# Ben ik te min
Ben ik te min is een hitsingle uit 1966 van Armand. Het lied staat op de B-kant van zijn tweede single, Een van hen ben ik. 

## Achtergrond
De oorspronkelijke A-kant van de single kwam niet verder dan de Tipparade, maar toen Radio Veronica enkele maanden na het verschijnen de B-kant van de single draaide, werd Ben ik te min ontdekt en stond dit 14 weken in de Veronica Top 40 en bereikte de 5e positie. De plaat werd ook veel gedraaid op Hilversum 3 en bereikte de 3e positie in de Parool Top 20.
Ben ik te min is een van de bekendste protestliederen uit de Nederlandse popgeschiedenis. Armand zou dit nummer hebben geschreven omdat zijn liefde voor een meisje, misschien ene Marijke uit Roosendaal, in die tijd niet mocht vanwege het klassenverschil tussen de beide families: haar ouders waren rijk, de zijne niet. Maar Armand nam ook afstand van haar familie: moeder (achterlijk gezwam), vader (succesvol zakenman) en broer (student). Armand vatte het gepoch van haar moeder op als impliciet verwijt naar hem; "met andere woorden, 'wat ben jij een boer'." De stijl van het lied, inclusief het gebruik van mondharmonica en orgel, is beïnvloed door die van Bob Dylan, in het bijzonder Like a Rolling Stone en Queen Jane Approximately van het album Highway 61 Revisited uit 1965.
Opnamen vonden plaats onder leiding van muziekproducent Bert Schouten in de GTB Studio in Den Haag. De musici waren Armand (mondharmonica en zang), Ton Theyn (gitaar), Wim Löhr (gitaar), Kees Ball (basgitaar), Fred Krens (drums) en Harry van Hoof (orgel en orkestleider). Het begeleidingsbandje exclusief Van Hoof stond bekend als Chapter 11. De eerste persing vermeldde Van Hoof alleen als orkestleider; hij schaamde zich voor het arrangement.
Er gingen in de eerste maanden na uitbrengen circa 70.000 exemplaren over de toonbank.

## Evergreen Top 1000
| Evergreen Top 1000 Ben Ik Te Min | Evergreen Top 1000 Ben Ik Te Min | Evergreen Top 1000 Ben Ik Te Min | Evergreen Top 1000 Ben Ik Te Min | Evergreen Top 1000 Ben Ik Te Min | Evergreen Top 1000 Ben Ik Te Min | Evergreen Top 1000 Ben Ik Te Min | Evergreen Top 1000 Ben Ik Te Min | Evergreen Top 1000 Ben Ik Te Min | Evergreen Top 1000 Ben Ik Te Min | Evergreen Top 1000 Ben Ik Te Min | Evergreen Top 1000 Ben Ik Te Min | Evergreen Top 1000 Ben Ik Te Min | Evergreen Top 1000 Ben Ik Te Min | Evergreen Top 1000 Ben Ik Te Min | Evergreen Top 1000 Ben Ik Te Min | Evergreen Top 1000 Ben Ik Te Min |
| Jaar                             | 2008                             | 2009                             | 2010                             | 2011                             | 2012                             | 2013                             | 2014                             | 2015                             | 2016                             | 2017                             | 2018                             | 2019                             | 2020                             | 2021                             | 2022                             | 2023                             |
| -------------------------------- | -------------------------------- | -------------------------------- | -------------------------------- | -------------------------------- | -------------------------------- | -------------------------------- | -------------------------------- | -------------------------------- | -------------------------------- | -------------------------------- | -------------------------------- | -------------------------------- | -------------------------------- | -------------------------------- | -------------------------------- | -------------------------------- |
| Positie                          | -                                | -                                | -                                | -                                | 909                              | 208                              | 341                              | 237                              | 156                              | 296                              | 333                              | 277                              | 320                              | 356                              | 297                              | 299                              |

## NPO Radio 2 Top 2000
In december 2015 was de plaat, na het overlijden van Armand een maand eerder, de op een na hoogste stijger in de NPO Radio 2 Top 2000 van de Nederlandse publieke radiozender NPO Radio 2.

| Nummer met noteringen in de NPO Radio 2 Top 2000 | '99 | '00 | '01 | '02 | '03 | '04 | '05 | '06 | '07 | '08 | '09 | '10 | '11 | '12 | '13  | '14  | '15 | '16 | '17 | '18  | '19  | '20  | '21  | '22  | '23  | '24  |
| ------------------------------------------------ | --- | --- | --- | --- | --- | --- | --- | --- | --- | --- | --- | --- | --- | --- | ---- | ---- | --- | --- | --- | ---- | ---- | ---- | ---- | ---- | ---- | ---- |
| Ben ik te min                                    | 508 | 402 | 540 | 457 | 442 | 307 | 382 | 508 | 382 | 404 | 893 | 676 | 796 | 715 | 1022 | 1279 | 90  | 706 | 904 | 1411 | 1315 | 1392 | 1418 | 1691 | 1568 | 1813 |

1. ↑  Een vetgedrukt getal geeft de hoogste notering aan.